# OpusOne
OpusOne is een in Amsterdam gevestigd theatergezelschap, in 1988 opgericht door Frans Schraven (creatief directeur), Maarten Voogel (directeur) en Rob Brown. Kenmerkend is dat OpusOne zich niet alleen richt op theater voor volwassenen maar ook voor en door kinderen. Sinds 2008 is OpusOne gevestigd in theater 't Zonnehuis, waar zij sinds 2014 tevens mede-uitbater van zijn.

## Geschiedenis
Opgericht in 1988 begon OpusOne als dansgezelschap. In de jaren negentig ontwikkelde het gezelschap zich tot een productiebedrijf dat de bestbezochte familievoorstellingen in Nederland presenteerde. Uitgangspunt was een divers publiek van volwassenen en kinderen vanaf 8 jaar te bereiken. Dit publiek maakte met een bezoek aan OpusOne vaak voor het eerst kennis met theater in het algemeen en dans in het bijzonder. Inmiddels behoren musicals, theaterconcerten, kleinkunst en toneel tot het uitgebreide repertoireaanbod. Ook hierbij staat de originele en oorspronkelijke aanpak steeds voorop. In de afgelopen 25 jaar heeft OpusOne zich ontwikkeld tot een producent van musicals en theatervoorstellingen die volledig meetelt in de binnenlandse theaterwereld en diverse producties of hierin spelende acteurs hebben dan ook prijzen gewonnen, waaronder twee acteurs in de musical Tijl Uilenspiegel. Daarnaast was voor diverse acteurs OpusOne een goede leerschool en een opstap naar belangrijke rollen in ‘grote’ musicalproducties, wat bijvoorbeeld bij Roberto de Groot, Marjolein Teepen en Marit Slinger het geval was.

## Producties
1988
- Seagull
- Over the Top

1989
- Trinity

1990
- Step by Step

1991
- A surprising story of Swinging Shows

1992
- Visions & Voices from a Storyteller

1993
- Hotel / Take 5
- Alleen op de Wereld

1994
- Porgy & Bess - Dancin' the Heat

1995
- Peter Pan

1996
- Jungle Book

1997
- Ollie B. Bommel en Tom Poes in de Trullenhoedster
- The (St)Art of Entertainment

1999
- De Klokkenluider van de Notre Dame

2000
- Een Midzomernachtsdroom
- Voetsporen van de Dans

2001
- Belle & het Beest

2002
- Jungle Book
- Lekker Zingen - Liedjesprogramma met Marjolein Teepen en Roberto de Groot, Frans Schraven en Linda van Nimwegen

2003
- Tijl Uilenspiegel - met Marjolein Teepen en Roberto de Groot, die voor hun acteerprestaties in 2003 beiden een John Kraaijkamp Musical Award wonnen
- Buster en Benjamin
- Telkens weer het Dorp

2004
- Jungle Book

2005
- Alice in Wonderland
- Dobbe dobbe dobbe

2006
- De Trullenhoedster
- Willeke's jubileumconcert Goud

2007
- Kleine Prins
- Musicals to the Max - Theaterconcert met Tony Neef, Maaike Widdershoven, Joke de Kruijf, Brigitte Nijman en Frans Schraven. Van deze productie is ook een 2-cd en dvd verschenen, een samenvatting is door Omroep MAX op tv uitgezonden begin 2008.

2008
- Man van la Mancha - Musical over Cervantes en zijn geesteskind Don Quichot, met in de hoofdrollen Marjolein Teepen, Peter Faber en Frans Schraven. Milan van Weelden won voor zijn rollen in deze musical de John Kraaijkamp Musical Award voor Beste Bijrol in een Kleine Musical
- The Fantasticks - Komische musical, te zien geweest in Amsterdam en Den Haag. Hierin proberen de hoofdrolspelers, in de Amsterdamse uitvoering zijn dat Johnny Kraaijkamp jr. en Arjan Ederveen en in de Haagse Karel de Rooij en Peter Tuinman, hun zoon resp. dochter aan elkaar te koppelen. In 2009 zou deze productie wederom te zien zijn, nu in het Oude Luxor Theater in Rotterdam, maar deze serie voorstellingen is inmiddels gecancelled

2009
- Sonneveld voor Altijd - programma met liedjes die door Wim Sonneveld beroemd zijn gemaakt, onder meer met Roberto de Groot, Suzan Seegers en Syb van der Ploeg

2010
- Urinetown i.s.m M-Lab en Joop van den Ende Theaterproducties - tourneeversie

2011
- SuuS - Eerste solo-programma van Suzan 'SuuS' Seegers

2012
- Olie B Bommel en Tom Poes in de Nieuwe IJstijd
- The Normal Heart - Toneelstuk over de opkomst van AIDS, met o.a. Freek Bartels, Cas Jansen en Henriëtte Tol

2013
- Jungle Book - Jubileumvoorstelling
- SuuS zingt Toon - Tweede soloprogramma van SuuS
- Purper Ladies

2015
- De Klokkenluider van de Notre Dame
- Kiss of the spider woman, musical met Alex Klaasen, René van Kooten en Marjolein Teepen

2016
- Sweeney Todd, musical met René van Kooten, Vera Mann en Marjolein Teepen.

2017
- The Bridges of Madison County, musical met René van Kooten en Lone van Roosendaal (in het Zonnehuis)
- Sweeney Todd, musical met René van Kooten, Vera Mann en Marjolein Teepen. (Tour)

2018
- The Color Purple, musical
- The Bridges of Madison County, musical met René van Kooten en Lone van Roosendaal (in het DeLaMar)

2019
- The Bridges of Madison County, musical met René van Kooten en Lone van Roosendaal (Tour)
- Fun Home, musical met o.a. Renée van Wegberg en Ad Knippels

2021
- Spring Awakening, musical

2022
- De Mol en de Paradijsvogel, musical workshop (in DeLaMar West)
- Falsettos, musical met o.a. William Spaaij en Rosalie de Jong (in het DeLaMar)

2023
- Spring Awakening, musical (tour)
- De Mol en de Paradijsvogel, musical (in het DeLaMar)

2025
- Koud Vuur (tour)
- Willem & Frieda: Roze Verzet

## LEF
Het doel van LEF is basisschoolleerlingen kennis te laten maken met dans en acteren. LEF is ontstaan als een initiatief van de Theaterschool, onderdeel van de Amsterdamse Hogeschool voor de Kunsten. In 2001 is het project overgedragen aan Stichting DansVak, die tot doel heeft dans in het onderwijs te stimuleren. De productie en daadwerkelijke organisatie zijn bij de overdracht overgegaan naar OpusOne. Zo werden de afgelopen jaren de voorstellingen Peter Pan, Tijl Uilenspiegel, Alice in Wonderland, Jungle Book en Liesbeth en Fatima in een volledig professionele setting met succes op de planken gezet. Onder meer Marjolein Teepen is als coach zang en dans aan LEF verbonden geweest.

## Zonnehuis
Sinds 2014 is OpusOne mede-uitbater van theater Zonnehuis in Amsterdam-Noord, waar tevens het kantoor van OpusOne gevestigd is. Het Zonnehuis werd gebouwd voor het gemeenschapsleven van (vooral) bewoners van het Tuindorp Oostzaan, vanuit de filosofie dat een bloeiend verenigingsleven van belang is voor de opvoeding van de arbeidersklasse. Oorspronkelijk als verenigingsgebouw voor de arbeiders van het NDSM-terrein, wat nog geen twee kilometer van het Zonnehuis ligt. In 1993 werd deze locatie nipt gered van de sloop. Later, in 2002, kwam het in bezit van Stadsherstel. De prachtige interieurs waren nog grotendeels authentiek, maar casco was het in vervallen staat. Inmiddels is het rijksmonument in zijn volle glorie en brengt het weer allerlei activiteiten bijeen. Het Zonnehuis wordt beheerd door Stadsherstel Amsterdam, in samenwerking met OpusOne en Double2 Mediaproductions.